# Albucari
Maomé ibne Ismail ibne Ibraim ibne Almuguira ibne Bardisbá Albucari (em árabe: محمد بن اسماعيل بن ابراهيم بن مغيره بن بردزبه بخار; romaniz.: Muhammad ibn Ismail ibn Ibrahim ibn al-Mughirah ibn Bardizbah al-Bukhari; Bucara, 810 — Cartangue, 1 de setembro de 870), conhecido apenas  como Albucari ou Imã Albucari, foi um sábio, filósofo e teólogo muçulmano sunita persa, famoso por seus comentários e recompilações de hádices.
Sua obra mais célebre é o Sahih al-Bukhari, uma coleção de hádices que os muçulmanos sunitas consideram a mais autêntica de todas as compilações de hádices.

## Obras
Entre algumas das suas obras estão:
- Sahih al Bukhari. Sua principal obra, apresentando 7 275 hádices.
- Adab al-Mufrad  الأدب المفرد
- Tarij al-Kabîr (A Grande História), contém biografias dos narradores de hádices e respetivo estatuto
- Tarîj as-Saguîr (A Pequena História)
- Bir al-Walidain (Obediência aos pais)
- Jalq Af´al al-Ibad (Criação das acções dos servos)